# Casa d’Areny-Plandolit

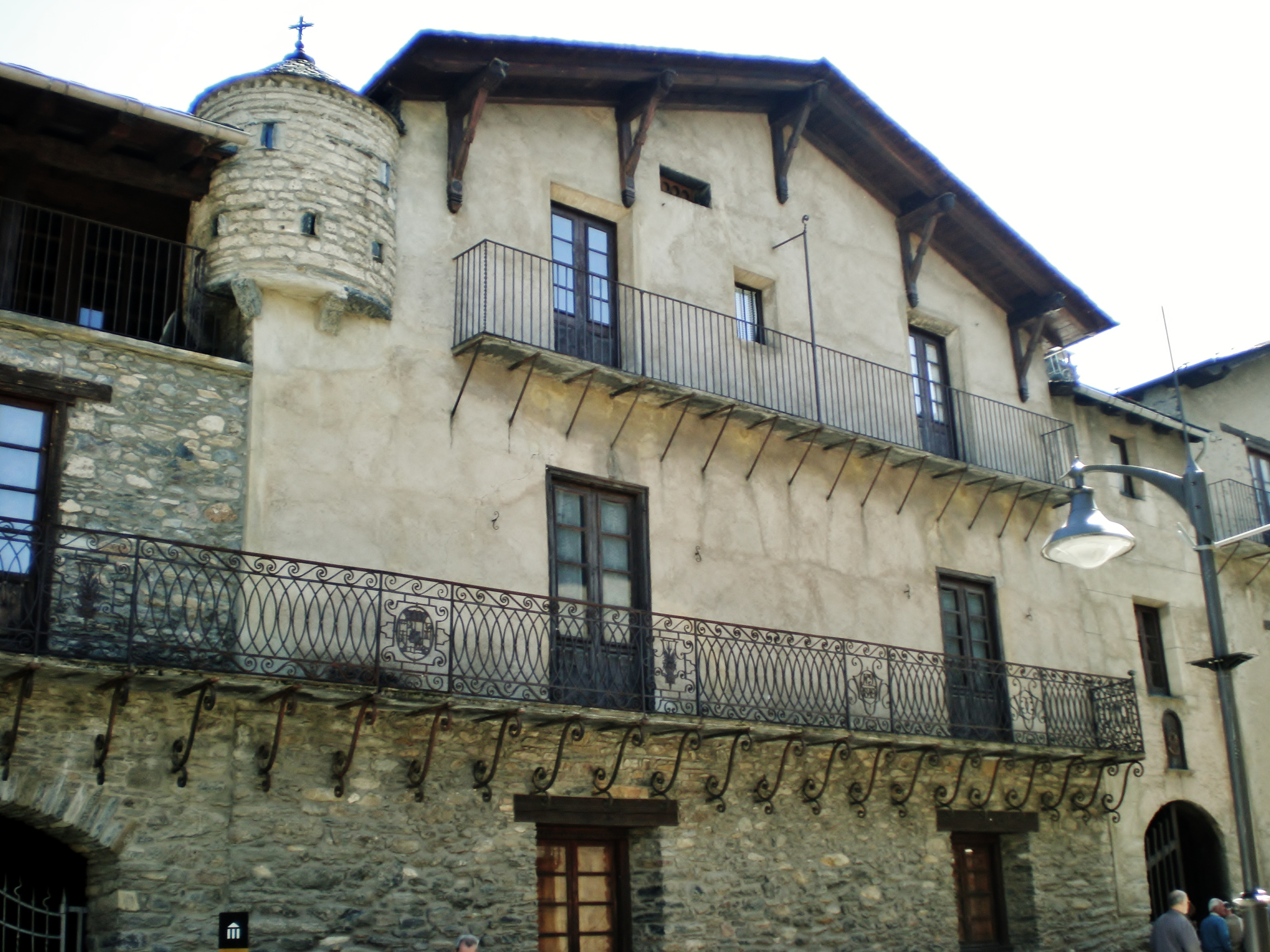
Frontansicht Casa d'Areny-Plandolit

Casa d’Areny-Plandolit ist ein als Denkmal geschütztes Anwesen und heutiges Museum in Ordino, Andorra. 

## Geschichte
Der Bau des Gutshofes im Stil eines aristokratischen Herrenhauses wurde im Jahr 1613 begonnen und 1633 fertiggestellt. Die Familie Areny-Plandolits war eine bedeutende Familie, die in der Hüttenindustrie in Andorra zwischen dem 16. und 19. Jahrhundert tätig war und die Geschichte des Landes Andorra mit bestimmte. Guillem Areny Vidal wird in den historischen Unterlagen als erster eingetragener Eigentümer genannt. Im 17. Jahrhundert war Guillem Areny Torres einer der führenden Lieferanten von Lebensmitteln für die Spanische Marine. Die Balkone an der Fassade wurden im Jahr 1849 zugefügt.
Bis in die 1950er Jahre wurde der Gutshof als "Nationales Auditorium" von der Regierung von Andorra genutzt. Die Gärten des Hauses sind einzigartig in Andorra. Es war die erste Gartenanlage mit dem Ziel, nur einheimischen Vegetation zu kultivieren. Anfang des 20. Jahrhunderts begann man ein Hotel in den Gartenanlagen zu bauen. Bevor es fertig war, wurde beschlossen, daraus ein andorranisches Museum der Naturwissenschaften zu machen. Somit befinden sich heute zwei Museumsanlagen auf dem gemeinsamen Grundstück.
Im Jahr 1972 wurde das Herrenhaus durch den Allgemeinen Rat von Andorra erworben, restauriert und in ein Museum umgewandelt. Casa d'Areny-Plandolit ist in der Liste Bé d’interès cultural eingetragen. Das Museum zeigt auf drei Etagen viele Gegenstände und Möbel in unterschiedliche Stilen, die von der Familie im Laufe der Jahrhunderte angeschafft wurden und auch den sozialen Status der damaligen Bewohner und ihre Interessen an verschiedenen Sportarten, wie Reiten, Jagd, und Fechten, sowie Musikräume, einen Ballsaal, eine Bibliothek, eine Kapelle, ein Fotografie-Zimmer, ein Arztzimmer, ein Wohnzimmer und Spielzeug.